# گلف‌استریم ایروسپیس

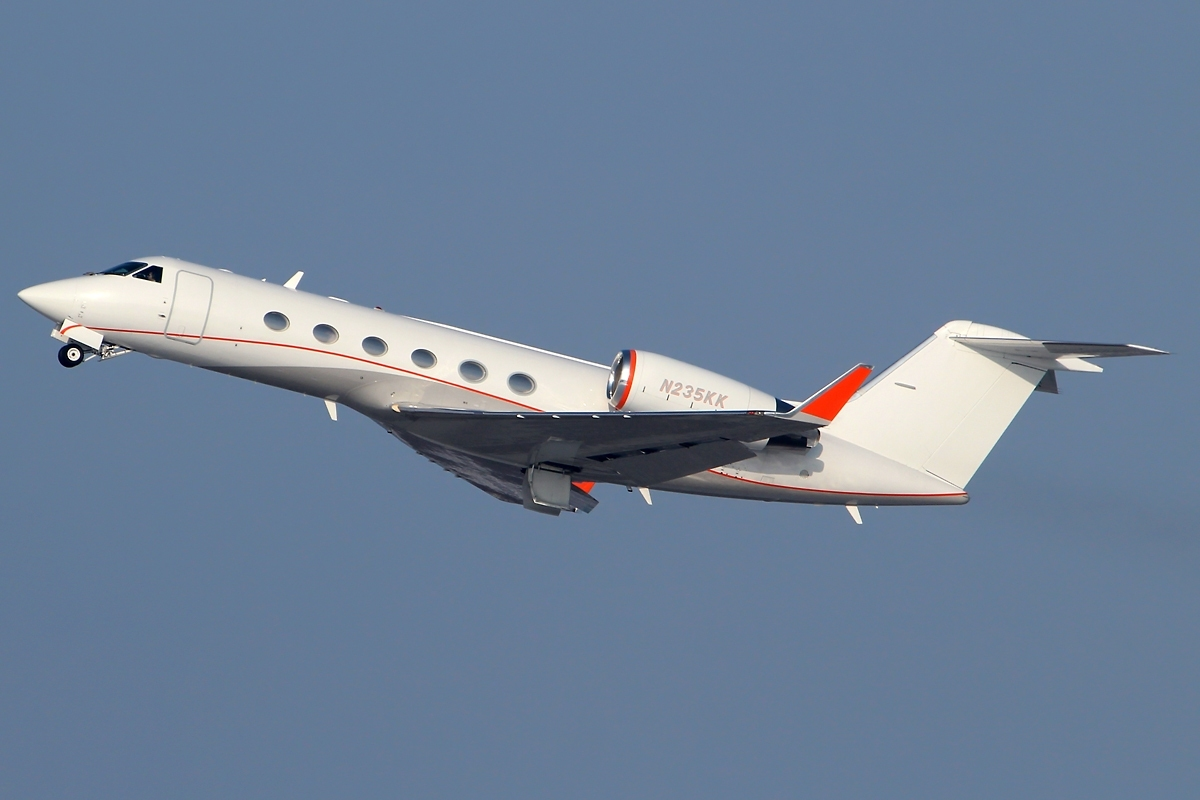
گلف‌استریم چهار

گلف‌استریم ایروسپیس (به انگلیسی: Gulfstream Aerospace) شرکت هواگردسازی آمریکایی است، که در زمینه طراحی و ساخت هواپیماهای مسافربری، موتورهای توربوجت و توربوپراپ فعالیت می‌نماید.
شرکت گلف‌استریم اروسپیس در سال ۱۹۵۸ توسط شرکت گرومن راه‌اندازی شد. در سال ۱۹۸۵ توسط شرکت کرایسلر خریداری شد. شرکت گلف‌استریم اروسپیس از سال ۱۹۹۹ تاکنون شرکت تابعهای از جنرال داینامیکس بشمار می‌آید. دفتر مرکزی این شرکت در شهر ساوانا، جورجیا، ایالات متحده آمریکا قرار دارد.